# مایکل نایتون

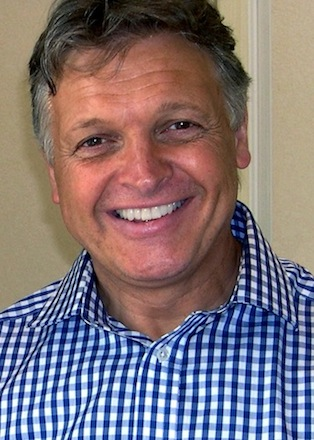
مایکل نایتون - ۲۰۰۴

مایکل نایتون (به انگلیسی: Michael Knighton) یک تاجر اهل انگلستان است که بیشتر به خاطر مشارکتش در باشگاه‌های فوتبال منچستر یونایتد و کارلایل یونایتد مشهور است. وی در ابتدا در صدد خرید باشگاه منچستر یونایتد بود، ولی بعدها در سال ۱۹۸۹ به هیئت مدیره این باشگاه پیوست.